# معاهدة تيانسين

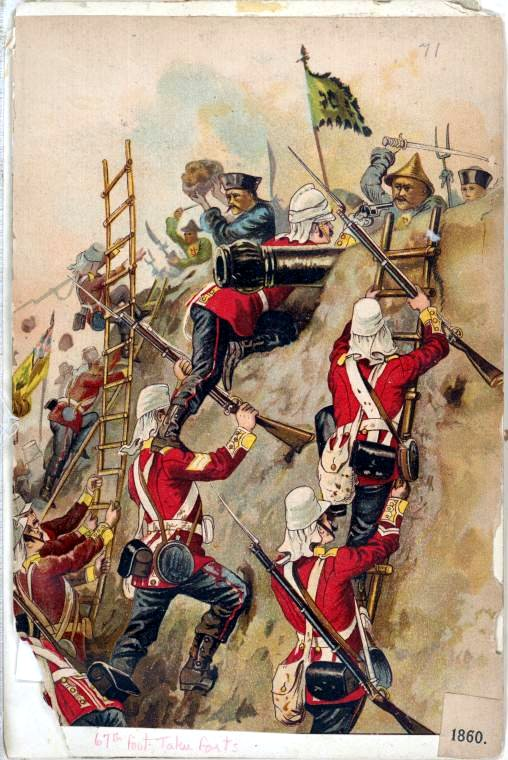
القوات البريطانية في حرب الأفيون الثانية عام 1860

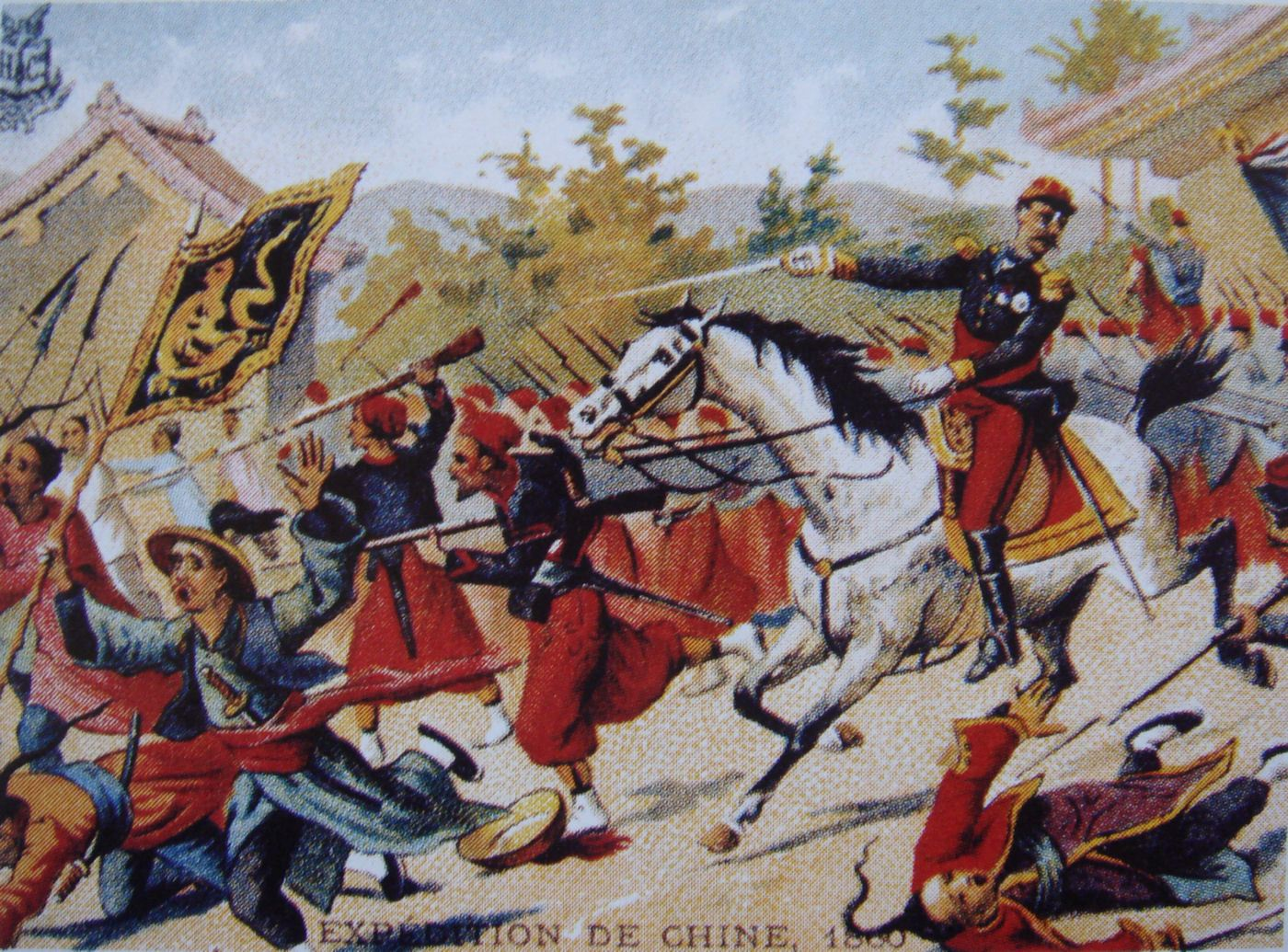
القوات الفرنسية في حرب الأفيون الثانية عام 1860

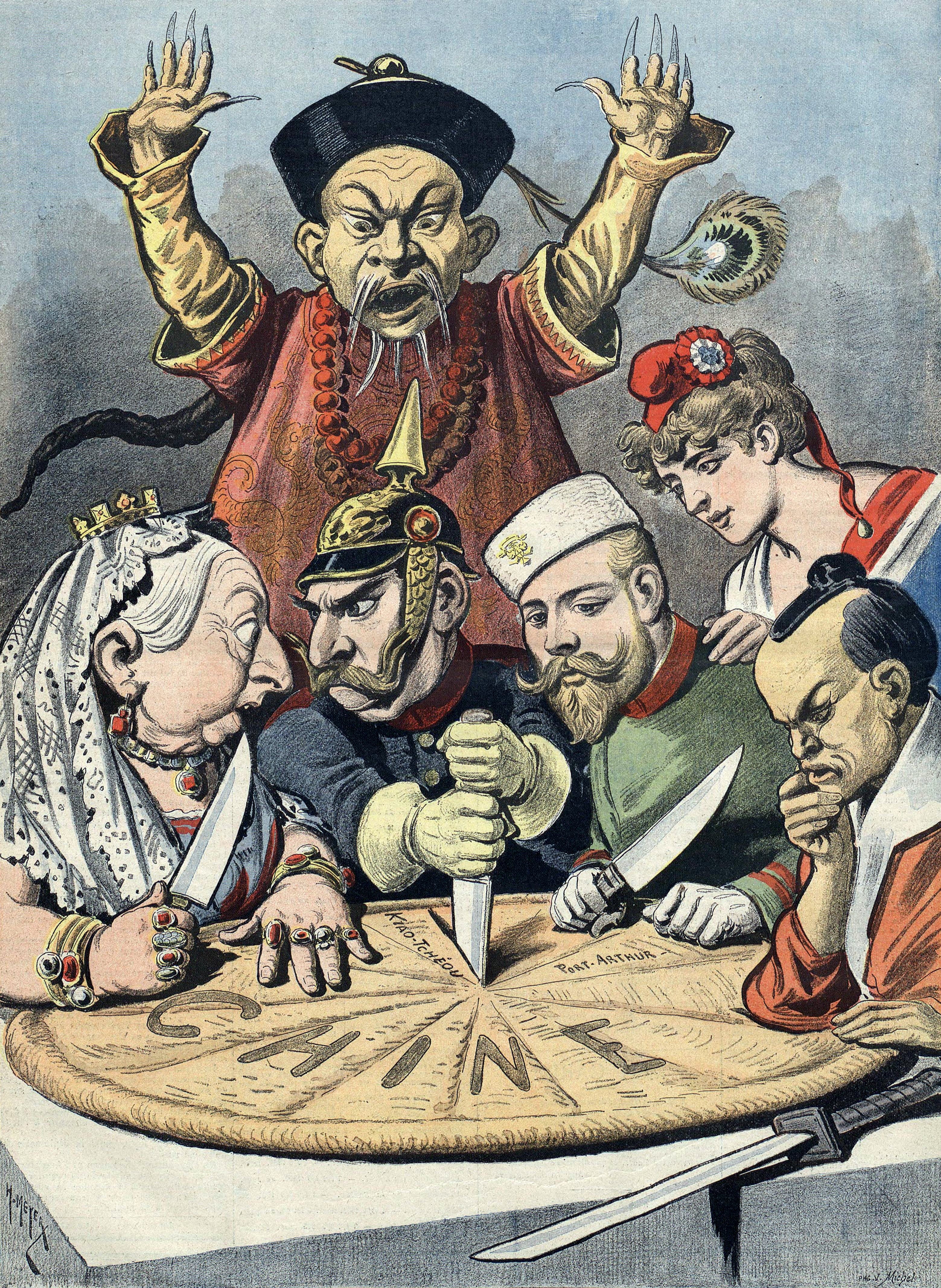
صورة كرتون توضح تقسيم بريطانيا وروسيا وفرنسا للصين

معاهدة تيانسين، المعروفة أيضا بمعاهدة تيانجين، هي معاهدة تم توقيع فيها العديد من الوثائق في تيانجين (والتي سميت بعد ذلك في البينيين البريدي بتيانسين لتسهيل المراسلات البريدية) في يونيو عام 1858. أنهت هذه المعاهدة المرحلة الأولى من حرب الأفيون الثانية، والتي بدأت في 1856. كانت سلاله تشينغ طرف المعاهدة أما الطرف الثاني فهم روسيا، فرنسا، المملكة المتحدة والولايات المتحدة الأمريكية.
كانت من نتائج هذه المعاهدة تسليم الصين لأكثر من 5 مؤاني للقوات البريطانية، السماح للبعثات المسيحية بدخول الصين وتقنين إستيراد الأفيون.

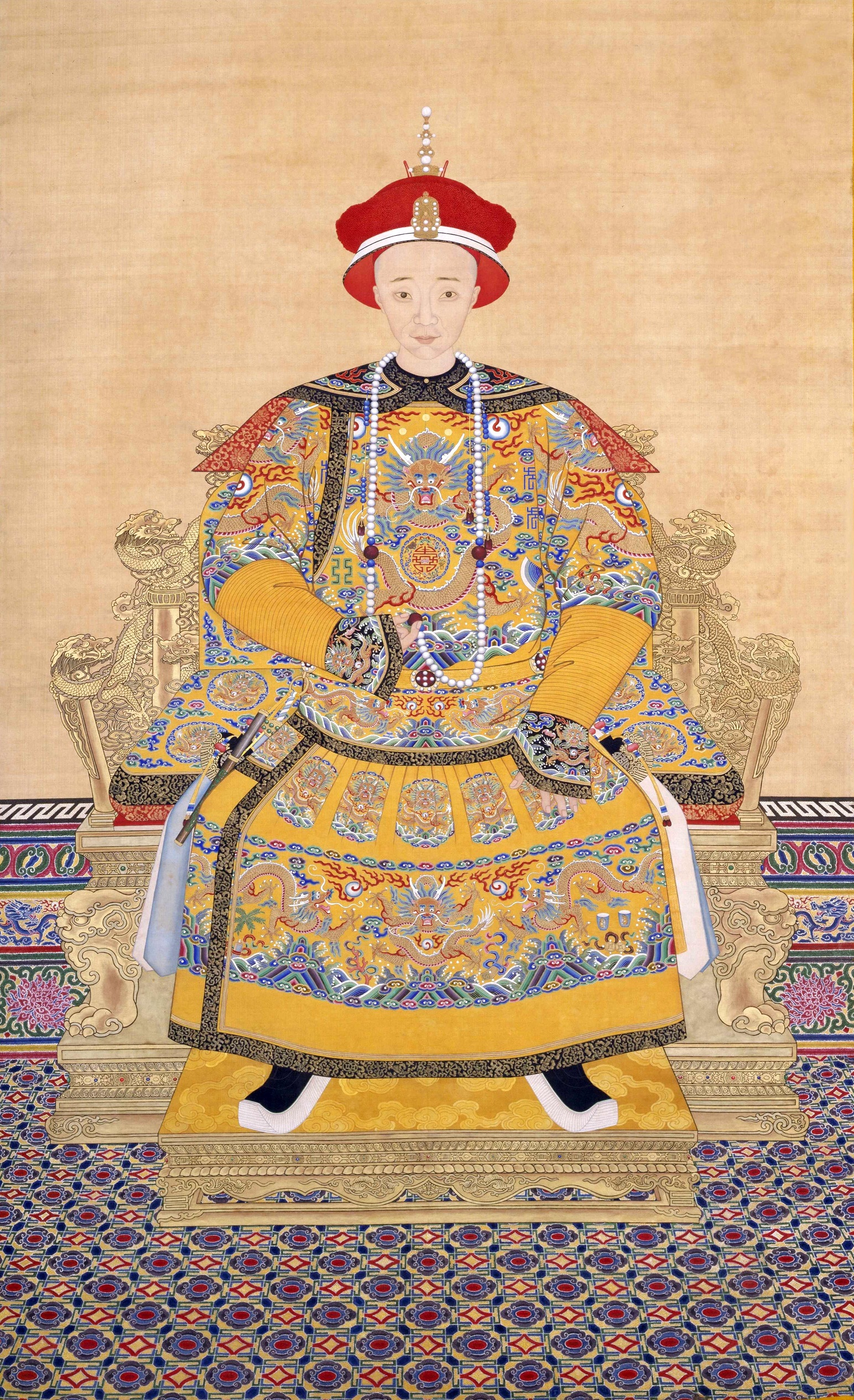
الإمبراطور شيان فنغ.

صدق إمبراطور الصين شيان فنغ على هذه المعاهدة في معاهدة بكين عام 1860، بعد نهاية الحرب.

## التاريخ
أذن الإمبراطور شيان فنغ ببداية المفاوضات المتعلقة بالمعاهدة في 29 مايو 1858. في حين تم توقيع اتفاقية مع القوات البريطانية قبل شهر في 25 يونيو.

## الإتفاقية

### النقاط الرئيسية

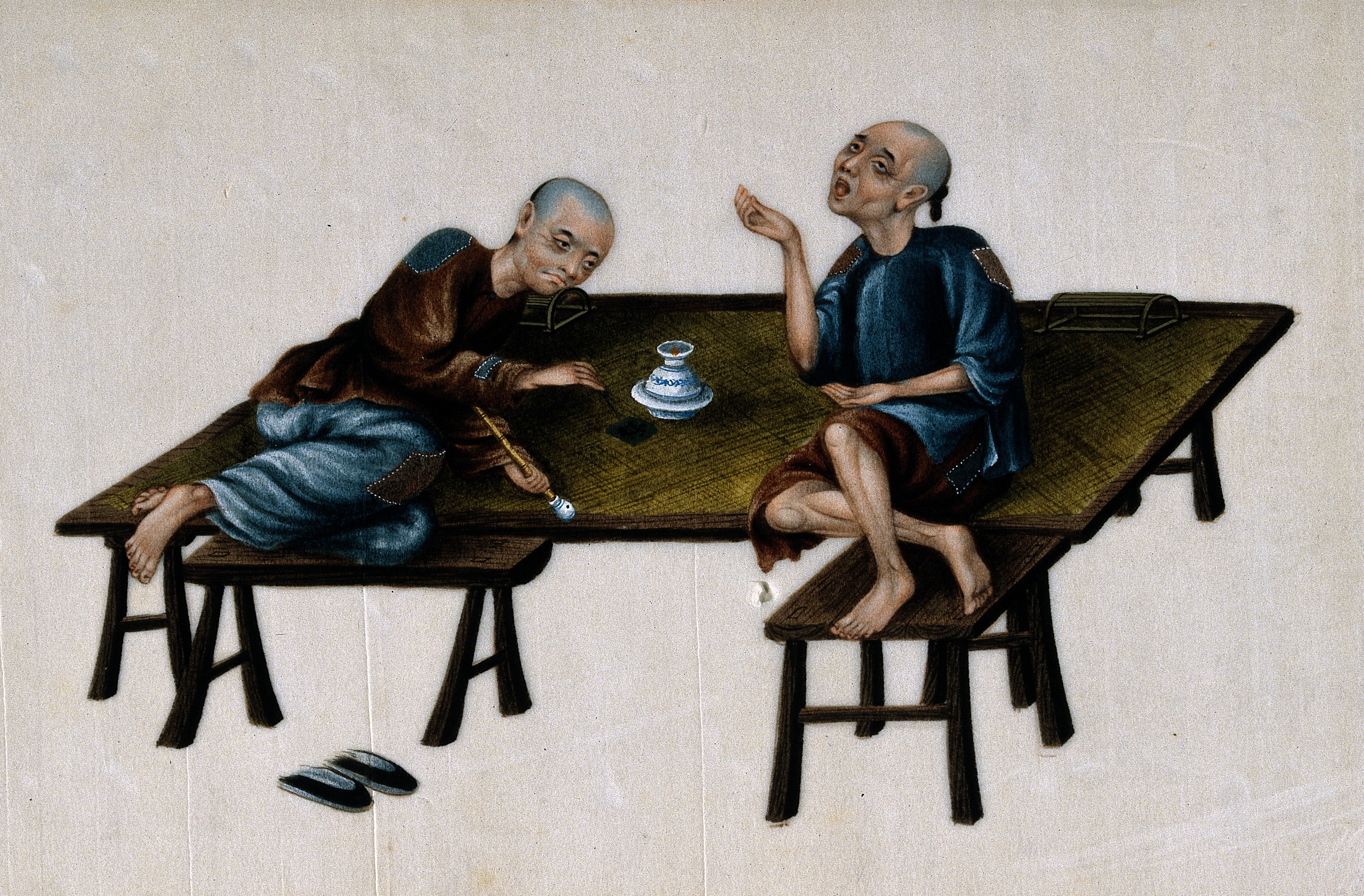
أصبج تدخين الأفيون في الصين أمرا طبيعيا في القرن التاسع عشر

من أهم العناصر التي ذكرت في هذه الاتفاقية:
1. بريطانيا العظمى، فرنسا، روسيا، الولايات المتحدة سيكون لهم الحق في التجارة في بكين (كانت مدينة مغلقة في ذلك الوقت).
2. يتم فتح إحدى عشر ميناء صيني للتجارة الخارجية، مثل نيوتشوانج، تامسي (تايوان)، هانكو ومدينة نانجينغ.
3. حق السفن الأجنبية بما في ذلك السفن الحربية في التنقل بحرية في نهر اليانغتسي .
4. حق الأجانب في السفر في مناطق الصين الداخلية غرض السفر، الأنشطة التجارية أو التبشيرية.
5. السماح بالبعثات التبشيرية، الحرية الدينية لجميع المسيحيين في الصين.
6. أن تدفع الصين تعويض 6 ملايين تايل من الفضة: 2 إلى فرنسا، 2 إلى القوات البريطانية، 2 للتجار البريطانيين.
7. رفض الإشارة إلى المسؤولين البريطانيين في الرسائل الرسمية والوثائق المتبادلة بين الصين وبريطانيا بالرمز "夷" ويعني البرابرة.

### التدخل الأمريكي
إتبعت الولايات المتحدة نمط الدول الأوروبية الكبرى، وبدأت في إنشاء قواتها البحرية، وإمبراطورية تجارية كبيرة. كانت الولايات المتحدة واحدة من أوائل الدول الموقعة لاتفاقية القوى في الصين. بالرغم من عدم سيطرة الولايات المتحدة على مستوطنات في الصين، إلا انها كانت تشارك في ملكية الأراضي مع القوات البريطانية، ورفضت الإستيلاء على أراضي في شانغهاي.

## وصلات خارجية
- Full text of the Treaty of Tientsin between China and the United Kingdom
- Full text of the Treaty of Tientsin between China and France
- Full text of the Treaty of Tientsin between China and the United States of America
- Full text of the Treaty of Tientsin between China and Russia